# Frégate de 12

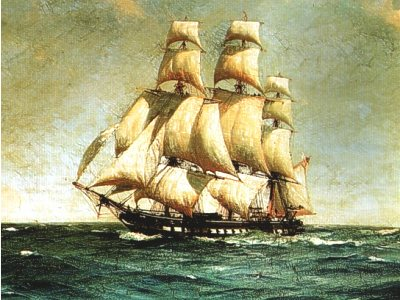
La Lutine, frégate de 12 française lancée en 1779, rebaptisée HMS Lutine après sa capture par les Britanniques.

La frégate de 12 est un type de navire de guerre portant des canons de 12 livres, de la fin du XVIIIe au début du XIXe siècle.

## Historique
Les frégates de cette époque portent des canons dans leur unique pont-batterie, auxquels s'ajoutent les pièces d'artillerie présentes sur le pont principal. Elles sont classées non seulement à partir du nombre de canons qu'elles portent (comme pour les vaisseaux), mais surtout à partir du calibre de leurs canons, exprimé par la masse en livres des boulets tirés.
Les navires de guerre construits au XVIIe et au début du XVIIIe siècle pour porter des canons de 12 livres sont systématiquement classés à cette époque comme des vaisseaux de quatrième rang. Les frégates d'alors ne portent rien de plus gros que des canons de 8 ou 9 livres (les plus légères sont armées avec du 6 et du 4 livres).
La première frégate de 12 est lancée par les Français en 1748, qui développent les années suivantes un standard : la frégate portant 32 canons, dont 26 canons de 12 livres dans la batterie et 6 canons de 6 livres sur le pont.
Ce modèle est aussitôt produit en grand nombre en France comme au Royaume-Uni, aux États-Unis, en Espagne et dans d'autres nations moins puissantes.
Ces frégates de 12 sont surclassées par les frégates de 18 dès 1782, puis surtout par les puissantes frégates de 24 lancées à partir de 1794.

### Frégates françaises
La première frégate de 12 est l’Hermione, celle lancée en 1748 à Rochefort, portant 26 canons. Les frégates suivantes portent presque toutes six canons de 6 livres sur le pont en plus de la batterie de 26 canons de 12 livres.
Selon le règlement du 1er janvier 1786, l'équipage de temps de guerre doit être théoriquement de 270 hommes (188 en temps de paix) : soit six officiers, quatre élèves ou volontaires, 30 officiers-mariniers, 20 canonniers (des troupes de marine), quatre timoniers, 131 matelots, 35 soldats (troupes de marine ou infanterie de ligne), 22 mousses, neuf surnuméraires et six valets.
Sous la République et l'Empire, l'équipage passe à 282 hommes (209 en temps de paix), dont sept officiers (un capitaine de frégate, deux lieutenants et quatre enseignes).
Plus d'une centaine de frégates de 12 sont lancées par les Français jusqu'en 1799. Parmi les plus connues :
- la Boudeuse (lancée en 1766) ;
- l'Étoile (lancée en 1766) ;
- la Belle Poule (lancée en 1766) ;
- la Résolue (lancée en 1777) ;
- la Magicienne (lancée en 1778) ;
- la Bellone (lancée en 1779) ;
- l'Hermione (lancée en 1779) ;
- la Néréide (lancée en 1779).

### Frégates britanniques
La frégate française l’Hermione (lancée en 1748) est capturée par les Britanniques en 1757, qui l'intègrent sous le nom de HMS Unicorn Prize, et surtout l'imitent : dès 1757 la Royal Navy fait lancer les frégates des classes Southampton et Richmond. Au total, elle fait construire 71 frégates de 12, sans compter les très nombreuses unités françaises capturées et aussitôt intégrées à la flotte britannique.